# Viktor (зенітний комплекс)
Viktor (також ZU-2 та  MR-2) — самохідна зенітна кулеметна установка виробництва чеської компанії Excalibur Army. Озброєний установкою, аналогічною ЗПУ-2, що озброєна двома 14,5-мм кулеметами КПВ.
Основним призначенням є боротьба з російськими БПЛА.

## Опис
Viktor є зенітною кулеметною установкою, що встановлюється на шасі пікапа Toyota Land Cruiser 70.
Установка оснащена тепловізійним та коліматорним прицілами. Заявлено ефективну дальність до 2 км.

## Оператори

### Україна
13 листопада 2022 року чеський підприємець Далібор Дєдек (який раніше також зібрав кошти на танк T-72EA) оголосив збір 3,85 млн доларів США на 15 установок Viktor для боротьби з іранськими БПЛА Shahed 136 та 131, який було завершено в кінці грудня того самого року.
У лютому 2023 року Нідерланди заявили про плани профінансувати виготовлення 100 таких установок для України.
Перші 15 машин було виготовлено в березні 2023 року. 11 червня 2023 року командувач Об’єднаних сил ЗСУ Сергій Наєв продемонстрував постановлені на озброєння машини.